# Les Albres
Les Albres település Franciaországban, Aveyron megyében. Lakosainak száma 344 fő (2022. január 1.). Les Albres Asprières, Aubin, Boisse-Penchot, Bouillac, Galgan, Peyrusse-le-Roc és Viviez községekkel határos.

## Népesség
A település népessége az elmúlt években az alábbi módon változott:
| Lakosok száma | 418  | 342  | 330  | 331  | 335  | 351  | 346  | 343  | 342  | 344  |
|               | 1968 | 1990 | 1999 | 2011 | 2013 | 2016 | 2017 | 2019 | 2020 | 2022 |